# 長良神社 (館林市青柳町)
長良神社（ながらじんじゃ）は、群馬県館林市の神社。

## 歴史
1504年（永正元年）に創建された。当初は別の場所に位置していたが、1687年（貞享4年）に現在地に移転した。
1872年（明治5年）、近代社格制度に基づく「村社」に列せられ、1910年（明治43年）の神社合祀により、近くの11社（摂末社含む）が合祀された。1922年（大正11年）に「神饌幣帛料供進神社」に指定された。

## 交通アクセス
- 茂林寺前駅より徒歩19分。